# King Soulja 3
King Soulja 3 è il quarto album del rapper statunitense Soulja Boy, pubblicato il 29 luglio 2014.

## Tracce
1. Hustlin' – 3.22
2. Come Try It – 1.52
3. Gas In My Tank (feat. Migos) – 3.34
4. Soulja Soulja – 3.26
5. In My System – 2.59
6. Bentley Truck – 3.47
7. Rich Gang (feat. Gudda Gudda) – 4.42
8. Bugatti (feat. Rich The Kid) – 3.10
9. Forgiato – 3.57
10. Withdrawal (feat. Gudda Gudda) – 4.01
11. Tony Hawk – 3.00
12. Aye – 4.29
13. All Black – 3.47
14. Blue Money – 4.26
15. Gotta Have That – 2.20